# 那須町立東陽中学校
那須町立東陽中学校（なすちょうりつ とうようちゅうがっこう）は、栃木県那須郡那須町芦野にあった公立中学校。

## 概要
1976年4月に那須町の2中学校（芦野・伊王野）を統合し、開校した。2017年4月に黒田原中学校と統合し、那須中央中学校となって同校は閉校した。校舎は、改修・整備工事などを行い東陽小学校校舎として2017年10月ごろから利用予定。
校歌泉漾太郎作詞、平岡均之作曲

## 沿革
- 1976年
  - 4月1日 - 那須町の2中学校を統合し、那須町立東陽中学校として開校。
  - 7月31日 - プール落成
- 1977年4月1日 - 格技室落成
- 1980年11月28日 - 町教育委員会指定「学習指導研究発表」
- 1982年10月25日 - 文部省・町教育委員会指定「道徳教育研究発表」
- 1991年12月3日 - コンピュータ教室完成
- 1993年4月1日 - 県教育委員会指定「いきいき地域ぐるみ教育活動」モデル推進校
- 1994年4月1日 - 町教育委員会指定「コンピュータ教育」推進校
- 1995年4月1日 - 県教育委員会指定「高齢者福祉教育啓発」推進校
- 1996年
  - 4月1日 - 県教育委員会指定「高齢者福祉教育地域交流」推進校
  - 10月9日 - 大規模改修工事（給排水・電気）竣工
- 1997年10月29日 - 大規模改修工事（内部・外部改修）竣工
- 1998年4月1日 - 町教育委員会指定「パソコン活用研究」推進校
- 2001年11月16日 - 日本PTA全国協議会会長表彰受賞
- 2017年
  - 2月25日 - 閉校式[3]
  - 3月31日 - 閉校（黒田原中学校と統合し、那須中央中学校として開校）[1]

## 交通
- JR東北本線 黒田原駅より約11.5km
- 東野交通伊王野線 東陽中学校前バス停より約130m